# Међународни дан мировних снага Уједињених нација
Међународни дан мировних снага Уједињених нација, 29. мај, је „међународни дан којим се одаје почаст свим мушкарцима и женама који су служили и настављају да служе у мировним операцијама Уједињених нација за њихов висок ниво професионализма, посвећености и храбрости, и поштује сећање на оне који су изгубили своје животе у циљу мира“.
За последњих 75 година, више од 2 милиона жена и мушкараца из 125 земаља је служило у 71 мисији мировних снага УН.

## Стварање
Успостављање овог дана је утврђено Резолуцијом Генералне скупштине Уједињених нација 57/129, 11. децембра 2002. године, након званичног захтева Украјинског удружења мировних снага и Владе Украјине Генералној скупштини УН, а први пут је обележен 2003. године. На тај датум, 29. маја, обележава се годишњица стварања Организације Уједињених нација за надзор примирја 1948. године за надгледање прекида ватре након арапско-израелског рата 1948. године, што је била прва мировна мисија УН у историји.

## Обележавање и прославе
Дан се обележава у седишту Уједињених нација у Њујорку уручењем медаље Дага Хамаршколда, изјавама председника Генералне скупштине и генералног секретара, као и саопштењем за јавност у вези са стањем мировних мисија УН и сталну потребу њиховог рада.
Постоје и светковине широм света; земље често одају почаст својим мировним снагама у иностранству, али УН такође организују фестивале, дискусионе форуме и меморијале у сарадњи са локалним и националним групама.
УН су 2009. године ставиле посебан фокус на улогу и потребу за женама у очувању мира, као узорима, као и да служе у низу родно специфичних својстава.
Национални дан мировних снага обележава се у Канади 9. августа у знак сећања на губитак живота када је Сирија оборила бели путнички авион канадских мировњака са ознаком УН.